# Morti nel 1702
| Questa pagina contiene informazioni ricavate automaticamente dalle voci biografiche con l'ausilio del template Bio e di un bot. L'aggiornamento è periodico e automatico e ricostruisce completamente la pagina. Se manca una persona in questa lista, sei pregato di non aggiungerla, ma accertati piuttosto che la sua voce biografica contenga il template Bio e che i dati anagrafici siano correttamente compilati. Se il template Bio manca, inseriscilo tu stesso o, in alternativa, metti l'avviso {{tmp\|Bio}} che ne segnala la mancanza. Se i dati riportati sono sbagliati, correggi direttamente la voce biografica; le modifiche saranno visibili in questa lista entro pochi giorni. Per chiarimenti vedi il progetto biografie. La lista contiene solo le 84 persone che sono citate nell'enciclopedia e per le quali è stato implementato correttamente il template Bio. Pagina aggiornata al 10 ago 2025. |

## Gennaio(3)
- 3 gennaio - Luís de Sousa, cardinale e arcivescovo cattolico portoghese (n. 1630)
- 7 gennaio - Ernst von Trautson, vescovo cattolico austriaco (n. 1633)
- 30 gennaio - Carlo Eugenio di Croÿ, generale francese (n. 1651)

## Febbraio(4)
- 7 febbraio - Leonardo Cozzando, scrittore e religioso italiano (n. 1620)
- 8 febbraio - Henri Louis Ernest di Ligne, nobile spagnolo (n. 1644)
- 14 febbraio - Antonio Caraccio, poeta italiano (n. 1630)
- 22 febbraio - Mauro Oddi, pittore, architetto e incisore italiano (n. 1639)

## Marzo(7)
- 4 marzo - Ignazio Pietro VI Chaahbadine, patriarca cattolico ottomano
- 6 marzo - Giovanni Pietro Tencalla, architetto svizzero (n. 1629)
- 8 marzo - Giovanni Antonio Dario, architetto italiano (n. 1630)
- 8 marzo - Guglielmo III d'Inghilterra, sovrano olandese (n. 1650)
- 15 marzo - Bartolomeo Menatti, vescovo cattolico italiano (n. 1621)
- 23 marzo - Giuseppe Oriol, presbitero spagnolo (n. 1650)
- 31 marzo - Filippo Giannetto, pittore italiano (n. 1631)

## Aprile(5)
- 4 aprile - Elia Astorini, medico, filosofo e matematico italiano (n. 1651)
- 4 aprile - Francisco Antonio de Borja-Centelles y Ponce de Léon, cardinale e arcivescovo cattolico spagnolo (n. 1659)
- 19 aprile - Francesco Giani, vescovo cattolico italiano (n. 1641)
- 20 aprile - Marcantonio Zollio, vescovo cattolico italiano (n. 1633)
- 27 aprile - Jean Bart, ammiraglio e corsaro francese (n. 1650)

## Maggio(4)
- 3 maggio - Girolamo De Mari, doge italiano (n. 1644)
- 10 maggio - Antonio Gherardi, pittore e architetto italiano (n. 1638)
- 26 maggio - Zeb-un-Nissa, principessa e poetessa indiana (n. 1638)
- 27 maggio - Hans Kogler, architetto tedesco (n. 1642)

## Giugno(4)
- 4 giugno - Orazio Maria Bonfioli, presbitero e giurista italiano
- 15 giugno - Georg Eberhard Rumphius, biologo e botanico tedesco (n. 1627)
- 17 giugno - Domenico Spotorno, architetto italiano
- 20 giugno - Francesco Pannocchieschi, arcivescovo cattolico italiano (n. 1625)

## Luglio(6)
- 6 luglio - Nicolas Lebègue, compositore, organista e clavicembalista francese (n. 1631)
- 16 luglio - Étienne Loulié, musicista, pedagogo e teorico della musica francese (n. 1654)
- 19 luglio - Federico IV di Holstein-Gottorp, duca tedesco (n. 1671)
- 22 luglio - Filippo Parodi, scultore italiano (n. 1630)
- 26 luglio - Vincent van der Vinne, pittore e disegnatore olandese (n. 1628)
- 28 luglio - Angelo Marinali, scultore italiano (n. 1654)

## Agosto(6)
- 8 agosto - Callinico II di Costantinopoli, arcivescovo ortodosso greco (n. 1630)
- 12 agosto - Pier Marino Sormani, vescovo cattolico italiano (n. 1632)
- 16 agosto - Eleonora Margherita di Schleswig-Holstein-Sonderburg-Wiesenburg, nobildonna tedesca (n. 1655)
- 19 agosto - Anthony Grey, XI conte di Kent, nobile inglese (n. 1645)
- 20 agosto - Enrico Haffner, pittore italiano (n. 1640)
- 24 agosto - Luigi Tommaso di Savoia-Soissons, militare italiano (n. 1657)

## Settembre(5)
- 20 settembre - Charles Aubert de La Chesnaye, imprenditore francese (n. 1632)
- 26 settembre - Francesco Barberino Benici, presbitero e matematico italiano (n. 1642)
- 28 settembre - Robert Spencer, II conte di Sunderland, politico e militare inglese (n. 1641)
- 29 settembre - Pieter Cornelis Verhoek, pittore, scultore e poeta olandese (n. 1633)
- 29 settembre - Ignacio de la Cerda, vescovo cattolico spagnolo (n. 1622)

## Ottobre(9)
- 3 ottobre - Sofia Luisa di Württemberg (n. 1642)
- 14 ottobre - Francesco Antonio di Hohenzollern-Haigerloch, conte tedesco (n. 1657)
- 15 ottobre - Frances Stewart, duchessa di Richmond, nobile inglese (n. 1647)
- 15 ottobre - Sofia Enrichetta di Waldeck, nobile tedesca (n. 1662)
- 17 ottobre - Valeriano di Nassau-Usingen, nobile tedesco (n. 1635)
- 23 ottobre - Filippo Titi, abate e storico dell'arte italiano (n. 1639)
- 27 ottobre - Niccolò Radulovich, cardinale e arcivescovo cattolico italiano (n. 1627)
- 29 ottobre - Bartholomew Sharp, pirata inglese (n. 1650)
- 30 ottobre - Laurent d'Arvieux, viaggiatore francese (n. 1635)

## Novembre(4)
- 3 novembre - Christian Friedrich von Kahlbutz, tedesco (n. 1651)
- 4 novembre - John Benbow, ammiraglio inglese (n. 1653)
- 5 novembre - William Stanley, IX conte di Derby, nobile inglese (n. 1655)
- 11 novembre - Robert Sidney, IV conte di Leicester, nobile inglese (n. 1649)

## Dicembre(6)
- 4 dicembre - Giovanni Maria Pagliardi, compositore italiano (n. 1637)
- 8 dicembre - Filippo di Lorena, nobile francese (n. 1643)
- 11 dicembre - Giacomo Cantelmo, cardinale e arcivescovo cattolico italiano (n. 1640)
- 12 dicembre - Olaus Rudbeck, scienziato e scrittore svedese (n. 1630)
- 14 dicembre - Kira Yoshinaka, militare giapponese (n. 1641)
- 16 dicembre - Henry FitzJames, I duca di Albemarle, generale inglese (n. 1673)

## Senza giorno specificato(21)
- Federico Agnelli, tipografo e incisore italiano (n. 1626)
- Sigismondo Alberghetti, artigiano italiano
- Amcazade Köprülü Hüseyin Pascià, politico e militare ottomano (n. 1644)
- Richard Brakenburg, pittore olandese (n. 1650)
- Dumesnil, tenore francese
- José de Garro, generale spagnolo (n. 1623)
- Charles Gordon, II conte di Aboyne, nobile scozzese (n. 1670)
- Annibale Leonardelli, gesuita italiano (n. 1623)
- Giovanni Battista Angelo Agostino Lolli, attore teatrale italiano
- Gabriel Minvielle, politico francese
- Felice Passera, farmacista e scrittore italiano (n. 1610)
- Carlo Perugini, architetto italiano (n. 1622)
- Frederick Philipse, politico olandese (n. 1626)
- Nicola Russo, pittore italiano (n. 1647)
- Matthijs Schoevaerdts, pittore e disegnatore fiammingo (n. 1665)
- Lodewijk van Schoor, pittore fiammingo (n. 1650)
- Peder Syv, filologo danese (n. 1631)
- Michelangelo Veraldi, vescovo cattolico italiano (n. 1650)
- Nicolaes Visscher II, incisore, editore e illustratore olandese (n. 1649)
- Johannes de Raey, filosofo olandese (n. 1622)
- Jan van den Eynde II, architetto, scultore e mercante fiammingo (n. 1620)